# Ole Gustav Gjekstad
Ole Gustav Gjekstad (* 29. November 1967 in Sandefjord, Norwegen) ist ein ehemaliger norwegischer Handballspieler, der mittlerweile als Handballtrainer tätig ist.

## Karriere

### Spielerlaufbahn
Gjekstad lief für Sandefjord HK auf, mit dem er in den Jahren 1991 und 1993 die norwegische Meisterschaft sowie 1989, 1990 und 1993 den norwegischen Pokal gewann. Zwischen 1995 und 1996 ging der Rechtsaußenspieler für den Schweizer Verein BSV Borba Luzern auf Torejagd. Gjekstad bestritt 151 Länderspiele für die norwegische Nationalmannschaft, für die er insgesamt 561 Treffer erzielte. Mit Norwegen nahm er an der Weltmeisterschaft 1993 teil.

### Trainerlaufbahn
Gjekstad trainierte in der Saison 1997/98 die Männermannschaft von Norrøna, die in der höchsten norwegischen Liga antrat. Anschließend übernahm er die Frauenmannschaft von Larvik HK. Bei Larvik feierte er als Trainer seine ersten nationale und internationale Titel. Zur Saison 2005/06 wechselte er zur Männermannschaft von Drammen HK. Unter seiner Leitung gewann Drammen 2007 sowohl die norwegische Meisterschaft als auch den norwegischen Pokal. 2008 beendete er seine Tätigkeit bei Drammen. Im Jahr 2011 kehrte er nochmals auf die Trainerbank von Larvik HK zurück. Nachdem Larvik 2015 seinen 24 Titel unter seiner Leitung gewonnen hatte, verließ er den Verein. Zur Saison 2018/19 übernahm er den norwegischen Frauen-Erstligisten Vipers Kristiansand. Seit dem Beginn seiner Tätigkeit gewannen die Vipers 2019, 2020, 2021, 2022 und 2023 die norwegische Meisterschaft, 2021, 2022 und 2023 die EHF Champions League sowie 2019, 2020, 2021 und 2022 die Norgesmesterskap.
Gjekstad übernahm zur Saison 2023/24 den dänischen Erstligisten Odense Håndbold. Unter seiner Leitung gewann Odense Håndbold 2025 die dänische Meisterschaft. Seit Januar 2025 trainiert er die norwegische Nationalmannschaft. Nach der Spielzeit 2024/25 endete seine Tätigkeit bei Odense Håndbold.

## Sonstiges
Sein Sohn Hermann Gjekstad spielte in der höchsten norwegischen Handballliga.